# Турач кенійський
Тура́ч кенійський (Pternistis jacksoni) — вид куроподібних птахів родини фазанових (Phasianidae). Мешкає в Кенії і Уганді. Вид названий на честь британського орнітолога і колоніального адміністратора Фредеріка Джона Джексона.

## Опис

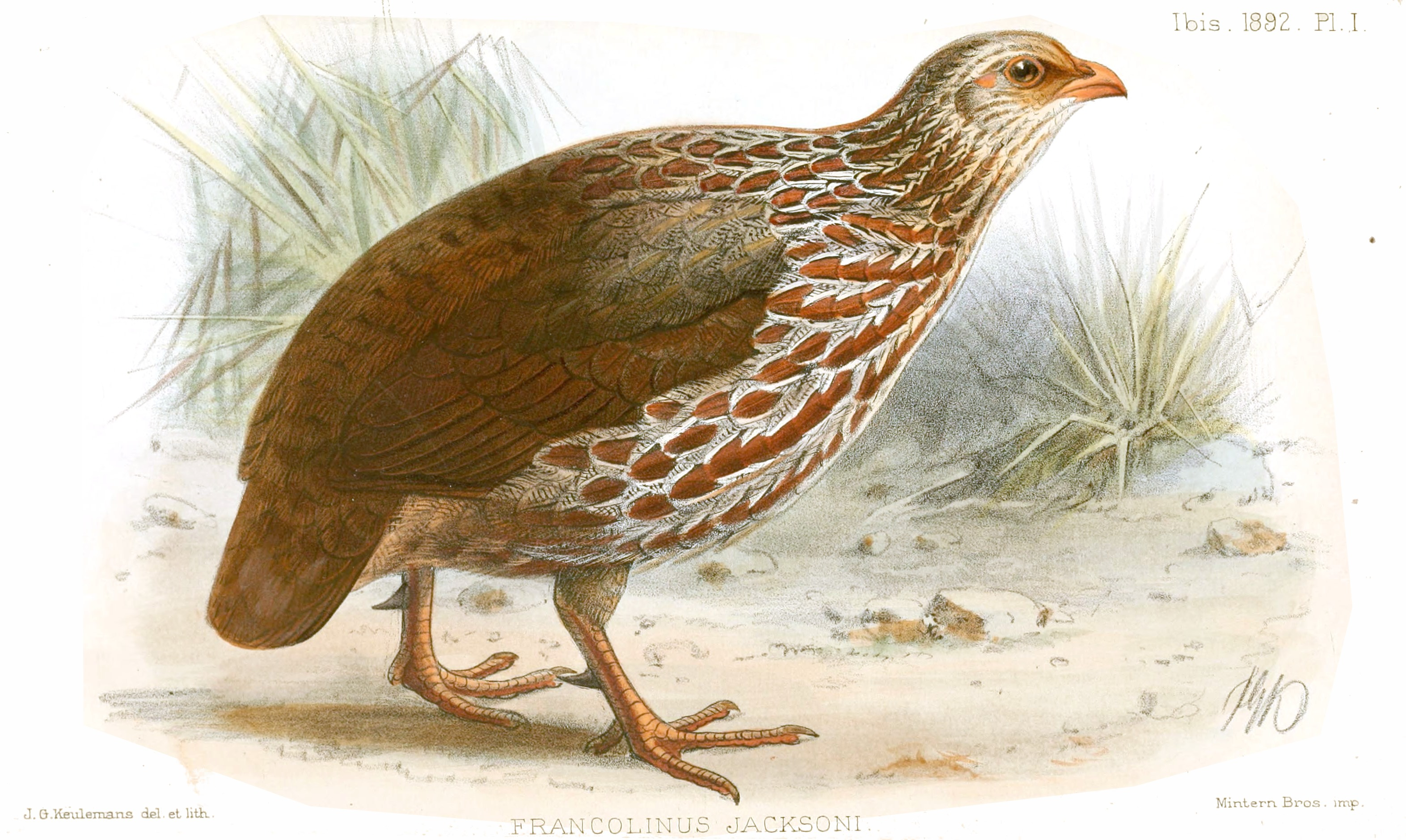
Кенійський турач

Довжина птаха становить 48 см. Самиці є дещо меншими за самців. Обличчя, тім'я і потилиця сірувато-коричневі, скроні сірі, решта голови і шия з боків білуваті, поцятковані коричневими плямками. Підборіддя біле, груди переважно каштанові, пера на них мають білі края і поцятковані чорними смужками. Боки і нижня частина живота сильно поцятковані чорними і сірими смужками. Верхня частина тіла рудувато-коричнева, махові пера сірувато-коричневі. Дзьоб червоний, очі карі, лапи червоні. У самців на лапах є 1-2 шпори. У молодих птахів нижня частина тіла світліша, стегна і живіт сильно поцятковані чорними і білими смужками. Верхня частина тіла поцяткована бурими смужками.

## Поширення і екологія
Кенійські турачі мешкають на схилах гори Кенія, в горах Абердер, на схилах Мау та на пагорбах Черанг'ані в західній і центральній Кенії, а також на схилах гори Елгон на кордоні Кенії і Уганди. Вони живуть в густому чагарниковому і бамбуковому підліску вологих гірських тропічних лісів, на узліссях і галявинах, а також на високогірних болотах, порослих чагарниками і бамбуком Yushania alpina. Зустрічаються парами або невеликими зграйками, на висоті від 2200 до 3700 м над рівнем моря. Живляться переважно насінням трав, цибулинами, бульбами і пагонами, а також комахами, особливо під час сезону розмноження. Кенійські турачі є моногамними птахами. Гніздяться у грудні-січні та у серпні-жовтні. В кладці 3 світло-коричневих яйця.